# Reprezentacja Bułgarii w koszykówce kobiet
Reprezentacja Bułgarii w koszykówce kobiet – drużyna, która reprezentuje Bułgarię w koszykówce kobiet. Za jej funkcjonowanie odpowiedzialny jest Bułgarski Związek Koszykówki.